# كوشي إينابا
كوشي إينابا (باليابانية: 稲葉浩志؛ بالكانا: いなば こうし) هو مغن مؤلف ومنتج أسطوانات وموسيقي ومغني ياباني، ولد في 23 سبتمبر 1964 في تسوياما في اليابان.

## وصلات خارجية
- الموقع الرسمي
- كوشي إينابا على موقع IMDb (الإنجليزية)
- كوشي إينابا على موقع ميوزك برينز (الإنجليزية)
- كوشي إينابا على موقع أول ميوزيك (الإنجليزية)
- كوشي إينابا على موقع ديسكوغز (الإنجليزية)
- كوشي إينابا على موقع ANN person (الإنجليزية)